# Császár Viktor
Császár Viktor (Pozsony, 1738 – Kismarton, 1805. február 18.) ferences rendi szerzetes.

## Élete
16 éves korában lépett a rendbe Malackán; a bölcseletet Nyitrán, a teológiát Győrben tanulta; 1761-ben misés pap lett és 17 évig több helyen a plébániákon kisegített. 1778-tól fogva mint katekéta a győri nemzeti iskoláknál alkalmazták, míg 1787-ben a szerzet eltöröltetett.

## Munkái
Kézirati munkája: Compendium liturgiae sacrae (melyet a győri rendházban irt 1785-ben), a kismartoni klastromban van.